# Wierzbica (powiat jędrzejowski)
Wierzbica – wieś w Polsce położona w województwie świętokrzyskim, w powiecie jędrzejowskim, w gminie Sobków. Ma status sołectwa.
| SIMC    | Nazwa           | Rodzaj  |
| ------- | --------------- | ------- |
| 0270745 | Wierzbica Górna | kolonia |

W latach 1975–1998 miejscowość położona była w województwie kieleckim.